# Pedro Mendes (futbolista nacido en 1990)
Pedro Filipe Teodósio Mendes (Neuchâtel, Suiza, 1 de octubre de 1990) es un futbolista portugués. Juega de defensa y su equipo es el F. C. Dila Gori de la Erovnuli Liga de Georgia.

## Selección nacional
Aunque nació en Suiza decidió representar a la selección de Portugal, con la que jugó en categorías inferiores y ha jugado un partido internacional con la absoluta.

## Clubes
| Club                                  | País     | Año       |
| ------------------------------------- | -------- | --------- |
| Sporting C. P.                        | Portugal | 2009-2012 |
| Real S. C. (préstamo)                 | Portugal | 2009-2010 |
| Servette F. C. (préstamo)             | Suiza    | 2010-2011 |
| Real Madrid Castilla C. F. (préstamo) | España   | 2011-2012 |
| Sporting C. P. "B"                    | Portugal | 2012-2013 |
| Parma F. C.                           | Italia   | 2013-2014 |
| U. S. Sassuolo Calcio                 | Italia   | 2014      |
| Parma F. C.                           | Italia   | 2014-2015 |
| Stade Rennais F. C.                   | Francia  | 2015-2017 |
| Montpellier H. S. C.                  | Francia  | 2017-2023 |
| C. F. Estrela Amadora                 | Portugal | 2023-2024 |
| F. C. Dila Gori                       | Georgia  | 2025-     |